# Stor-Kåtatjärnen
Stor-Kåtatjärnen är en sjö i Norsjö kommun i Västerbotten och ingår i Skellefteälvens huvudavrinningsområde.